# Oleg Romanowicz
Oleg Romanowicz (ros. Олег Романович, ur. połowa XIII w., zm. 1307) – książę brański, wielki książę czernihowski.
Był synem księcia brańskiego, wielkiego księcia czernihowskiego Romana Michajłowicza i Anny. Książę Oleg Romanowicz brał udział w dwóch wyprawach swojego ojca Romana Michajłowicza, na Litwę w 1274 r. oraz na Smoleńsk w 1286 r. Oleg Romanowicz miał być protoplastą Brańskich.